# 粉紅叉柱蘭
粉紅叉柱蘭（学名：Cheirostylis jamesleungii），又名毛甌蘭，蘭科叉柱蘭屬，香港稀有草本植物特有種。僅見於大嶼山海拔600米以上的潮濕地方。花期為每年三月。屬中國国家重点保护野生植物名录II级物種。